# Hala Gorani
Hala Gorani (هالة غوراني (eala ɣurani)), née le 1er mars 1970 à Seattle dans l'État de Washington, est une journaliste américaine d'origine syrienne élevée en France.
Après avoir commencé sa carrière dans les médias français, elle intègre en 1998 CNN International. Grand reporter au Moyen-Orient, elle présente aussi plusieurs émissions emblématiques sur l'actualité internationale. Depuis 2014, elle est correspondante à Londres et présentatrice du magazine Hala Gorani Tonight.

## Biographie

### Enfance et formation
Les parents d'Hala Gorani quittent la Syrie dans les années 1960 pour les États-Unis, où elle nait le 1er mars 1970. Une partie de sa famille vit toujours à Alep, deuxième ville de Syrie. Après un bref passage en Algérie et le divorce de ses parents, elle s'installe avec sa mère à Neuilly-sur-Seine en 1976. Elle est pensionnaire à l'école des Roches[réf. nécessaire] dans le milieu des années 80. Elle parle anglais, français et arabe,.
Elle obtient une maîtrise en sciences économiques de l'université George Mason (Washington, D.C.) en 1992 et sort diplômée de l'Institut d'études politiques de Paris (Sciences Po) en 1995.

### Des débuts en France
Elle commence sa carrière de journaliste en 1993 en France comme pigiste à La Voix du Nord, et intègre l'Agence France-Presse (AFP) à l'âge de 21 ans.
Elle travaille sur les chaînes de télévision Paris Première et France 3. Pour rester sur cette dernière, on lui recommande de suivre la formation du Centre de formation des journalistes mais elle refuse, ne voulant pas continuer ses études, et quitte la chaîne. Elle trouve un poste de journaliste économique basé à Londres chez Bloomberg TV. Elle y reste deux ans et devient même présentatrice, mais c'est le journalisme politique qui l'attire.

### CNN International
En 1998, sa carrière prend un tournant lorsqu'elle intègre CNN International. Elle y présente CNN Today, la matinale européenne, depuis Londres. Elle couvre également des évènements français en direct depuis Paris comme le passage à l'euro ou l'élection présidentielle française de 2002.
En octobre 2003, elle commence la présentation d'Inside the Middle East, un magazine mensuel de grands reportages sur des sujets culturels, économiques et sociaux au Moyen-Orient, à l'impact important dans les pays arabes. Durant cinq ans, elle couvre des sujets originaux comme la pauvreté dans le riche Royaume de Bahreïn, les difficultés des artistes en Irak ou encore l'homosexualité au Moyen-Orient.
Hala Gorani est l'une des journalistes de politique internationale les plus expérimentés de CNN, ayant fait des reportages dans tous les pays du Proche et Moyen-Orient dont l'Arabie saoudite, l'Égypte, l'Irak, la Jordanie ou les Territoires palestiniens occupés. Sa maîtrise de la langue arabe et sa connaissance des complexités moyen-orientales lui permettent d'aller plus loin que certains de ses collègues. Parallèlement à ses reportages, elle interviewe de nombreuses personnalités telles que le Premier ministre irakien Nouri al-Maliki, le Dalaï-lama Tenzin Gyatso (sa plus grande fierté), le fils du Président de la République arabe d'Égypte Mohamed Morsi Osama Morsi, l'ex-Premier ministre zimbabwéen Morgan Tsvangirai, le leader du parti Sinn Féin Gerry Adams, le secrétaire de la Ligue arabe Amr Moussa, le boxeur américain Evander Holyfield et les stylistes italiennes Miuccia Prada et Donatella Versace.
En avril 2006, il est annoncé qu'elle co-présentera Your World Today (en), le magazine d'actualité de la chaîne, avec Jim Clancy en remplacement de Zain Verjee. Mais elle continue à aller sur le terrain. Elle joue un rôle important dans la couverture par CNN du conflit israélo-libanais de 2006 en étant présent du début à la fin du conflit. La chaîne reçoit un prix Edward R. Murrow de la Radio Television Digital News Association (en).
En janvier 2008, elle est invitée à participer à la réunion annuelle du Forum économique mondial à Davos et à y animer la session finale qui rassemble plusieurs personnalités économiques et politiques dont l'ex-Premier ministre britannique Tony Blair, le Prix Nobel de la paix Elie Wiesel et le Président-directeur général de la holding financière JPMorgan Chase Jamie Dimon.
Au début de l'année 2009, elle présente The Middle East Challenge, un programme spécial d'une heure sur les défis auxquels doit faire face le Moyen-Orient. En février de la même année, elle prend les commandes d'International Desk (en), un rendez-vous sur l'actualité internationale diffusé du lundi au vendredi à 19 h depuis le CNN Center à Atlanta (siège de CNN aux États-Unis),.
Après avoir couvert le séisme de 2010 à Haïti, qui vaudra d'ailleurs à CNN un Nymphe d'or du Festival de télévision de Monte-Carlo, l'une des plus belles récompenses du journalisme international, elle se retrouve avec un rôle central lors du Printemps arabe. En mars 2011, elle est l'une des premières journalistes à se rendre en Syrie à la suite des manifestations anti-régime et pro-régime, qui mèneront à une guerre civile syrienne. Elle fait également partie des journalistes récompensés par un News & Documentary Emmy Award (en) pour leur couverture de la révolution égyptienne de 2011 ayant abouti à la démission du président Hosni Moubarak. Elle suit l'élection présidentielle égyptienne de 2012 et la crise des réfugiés syriens au Liban en 2014.
Le 23 juin 2014, elle inaugure The World Right Now with Hala Gorani, son nouveau magazine d'actualités internationales, diffusé à 15 h (Heure de l'Est) depuis Londres.
Elle continue à couvrir les évènements importants se déroulant en France comme l'élection présidentielle française de 2007, celle de 2012 et les attentats de janvier 2015 et du 13 novembre 2015.

## Distinctions
En 1996, l'écrivain Yann Moix lui dédie son roman Jubilations vers le ciel.
En 2013, elle est désignée 36e femme arabe la plus puissante par le magazine Arabian Business.